# Blau im Blau
Blau im Blau ist das fünfte Studioalbum der deutschen Pop-Sängerin Yvonne Catterfeld. Es erschien, vier Jahre nach ihrem letzten Album, am 5. März 2010 bei Columbia Records/Sony Music. Das Album enthält 15 Titel; December Prayer ist auf Englisch gesungen, alle anderen Stücke sind in deutscher Sprache.

## Produktion
Catterfeld sagte im Februar 2010 gegenüber bass-music.de, dass sie sich ein Stück weiter in ihre Person vertiefen wolle. Sie schöpfe Kraft für neue Songs. Das Album wurde innerhalb von drei Jahren zusammen mit einer kleinen Band fertiggestellt; produziert wurde es von Achille Fonkam, die auch die meisten Songtexte schrieb. An drei Liedern schrieb Catterfeld mit. Die Gitarren spielten Johannes Wennrich und Mirko Michalzic ein, Christoph Buhse das Schlagzeug. Der Bass stammt von Olaf Casimir. Das Booklet gestaltete Steffen Böttcher; die Fotos lieferten Sigrid Reinrichs, Catterfelds damaliger Lebensgefährte Oliver Wnuk und Böttcher.

## Titelliste
| Nr. | Titel                                    | Dauer in Min. | Produzent         | Komponist (en)                                     |
| --- | ---------------------------------------- | ------------- | ----------------- | -------------------------------------------------- |
| 1   | Blau im Blau (la la la) [Intro]          | 0:54          | Achille Fonkam    | Achille Fonkam                                     |
| 2   | Zeit                                     | 3:22          | Achille Fonkam    | Beatrice Reszat; Achille Fonkam                    |
| 3   | Du sagst es nicht                        | 2:54          | Achille Fonkam    | Beatrice Reszat; Achille Fonkam                    |
| 4   | Blau im Blau [Single-Version]            | 3:49          | Achille Fonkam    | Beatrice Reszat; Achille Fonkam                    |
| 5   | Wind, der nicht weht                     | 3:26          | Achille Fonkam    | Beatrice Reszat; Achille Fonkam                    |
| 6   | Frag nie, warum? (feat. Cassandra Steen) | 5:03          | Achille Fonkam    | Stevie Wonder; Kenneth Edmonds; Beatrice Reszat    |
| 7   | Immer noch                               | 3:33          | Aiko Rohd         | Xavier Naidoo; Aiko Rohd                           |
| 8   | Lass mich so, wie ich bin                | 3:31          | Achille Fonkam    | Beatrice Reszat; Achille Fonkam                    |
| 9   | Bist du dir sicher?                      | 3:17          | Achille Fonkam    | Yvonne Catterfeld; Sven Bünger; Oliver Wnuk        |
| 10  | Traummann                                | 3:07          | Achille Fonkam    | Yvonne Catterfeld; Beatrice Reszat; Achille Fonkam |
| 11  | Stille Wasser                            | 3:43          | Achille Fonkam    | Beatrice Reszat; Achille Fonkam                    |
| 12  | Träume sind aus Mut gemacht              | 3:20          | Achille Fonkam    | Beatrice Reszat; Achille Fonkam; Nis Kötting       |
| 13  | Fragen                                   | 4:25          | Achille Fonkam    | Yvonne Catterfeld; Sven Bünger; Oliver Wnuk        |
| 14  | Wer ich bin                              | 2:38          | Achille Fonkam    | Achille Fonkam; Oliver Wnuk; Nis Kötting           |
| 15  | December Prayer (Bonustrack)             | 4:53          | Walter Afanasieff | Charlie Midnight; Walter Afanasieff; Idina Menzel  |

## Rezeption
Nach Einschätzung von Eberhard Dobler von laut.de hätte Catterfeld das Album ohne Unterstützung „nicht gebacken gekriegt“. Die ganze CD klinge im Vergleich zu ihren vorherigen Platten tatsächlich recht frisch und aus einem Guss. „Dieser perfekt produzierte, akustisch orientierte Adult Pop samt Streicher, Akustikbass, Akkordeon, Tastenmann, Bläser und dergleichen, der Ausflüge ins Chanson […] aber auch in Sades Gefilde […] wagt, steht der Catterfeld tatsächlich nicht schlecht.“ Er ist zudem der Meinung, dass Yvonne Catterfeld eine hervorragend ausgebildete Sängerin sei.
Matthias Reichel von cdstarts schrieb: „Musikalisch basieren die Songs auf einer angenehm organischen Instrumentierung, die durch akustische Gitarren, Streicher, Bläser, Orgel, Piano, Akkordeon und Kontrabass erzeugt wird“. Die zwei Songs Zeit und Blau im Blau „streicheln sanft das Gemüt“. „[…] Ähnlich wie Jasmin Wagner […] auf ihrem Album „Die Versuchung“ (04/2006), vollzieht [Catterfeld] […] eine musikalische Wandlung, weg vom Teenie-Pop, hin zu Songs in chansonartiger Manier.“ Die Musik und die Texte seien deutlich erwachsener als ihre vorherigen. cdstarts vergab 6,5 von zehn möglichen Punkten.

## Chartplatzierungen und Singles
Das Album stieg in Deutschland auf Rang 37 ein. Insgesamt blieb die Platte drei Wochen in den deutschen Albumcharts. In Österreich konnte sie sich auf Position 44 behaupten. Hier fiel die CD nach einer Woche aus der Hitparade heraus. In der Schweiz konnte sich Blau im Blau als bislang einziges Album von Catterfeld nicht in den Charts platzieren.
Das Titelstück erschien am 26. Februar 2010 als erste Singleauskopplung des Albums. Auf der Single befindet sich auch der Song Stille Wasser als B-Seite. Die Single Blau im Blau erreichte Platz 52 der deutschen Charts und hielt sich dort zwei Wochen. Regie beim Videodreh zu diesem Stück führte Joern Heitmann; die Aufnahmen stammen von Duli Georg Diemannsberger. Für den Schnitt und die visuellen Effekte war Patrick Wilfert zuständig.
Das Duett von Catterfeld und Cassandra Steen Frag nie, warum? sowie Immer noch sind als Download erschienen. Immer noch belegte Platz 78 der iTunes-Charts. Frag nie, warum? stammt im Original von Stevie Wonder und Babyface aus dem Jahr 1996 und wurde von Beatrice Reszat umgeschrieben. Die Erstversion trägt den Titel How Come, How Long.
| ChartsChartplatzierungen | Höchstplatzierung | Wochen |
| ------------------------ | ----------------- | ------ |
| Deutschland (GfK)        | 37 (3 Wo.)        | 3      |
| Österreich (Ö3)          | 44 (1 Wo.)        | 1      |